# Erica galioides
Erica galioides là một loài thực vật có hoa trong họ Thạch nam. Loài này được Lam. mô tả khoa học đầu tiên năm 1793.

## Hình ảnh

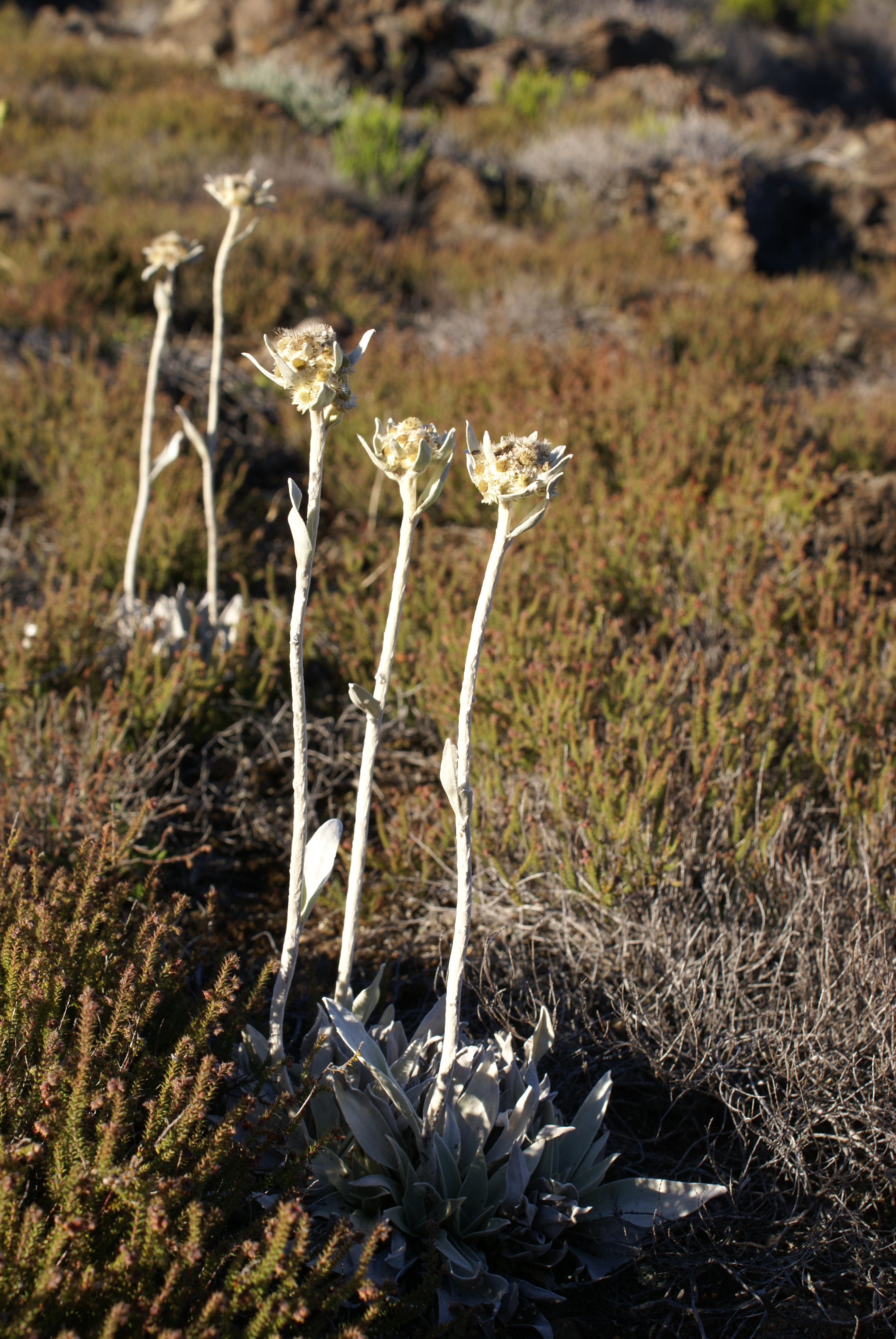
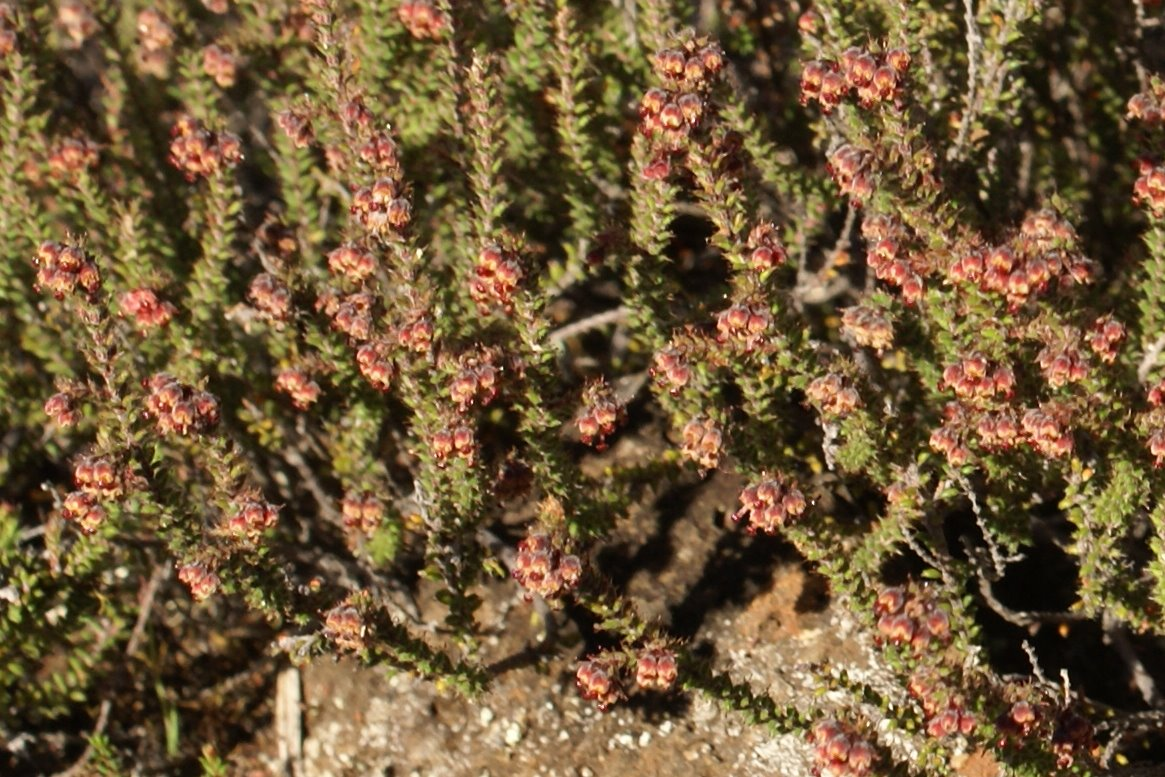
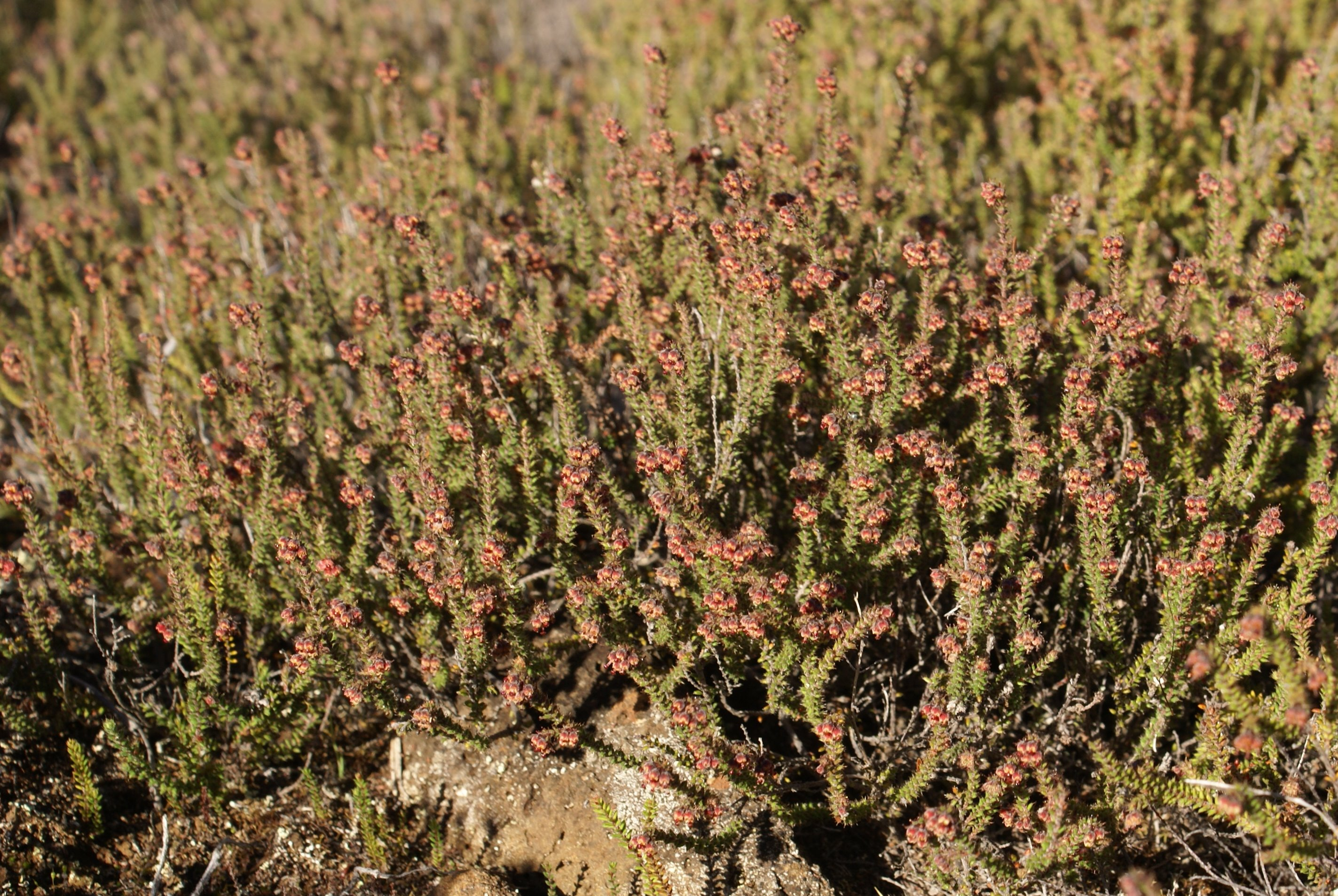
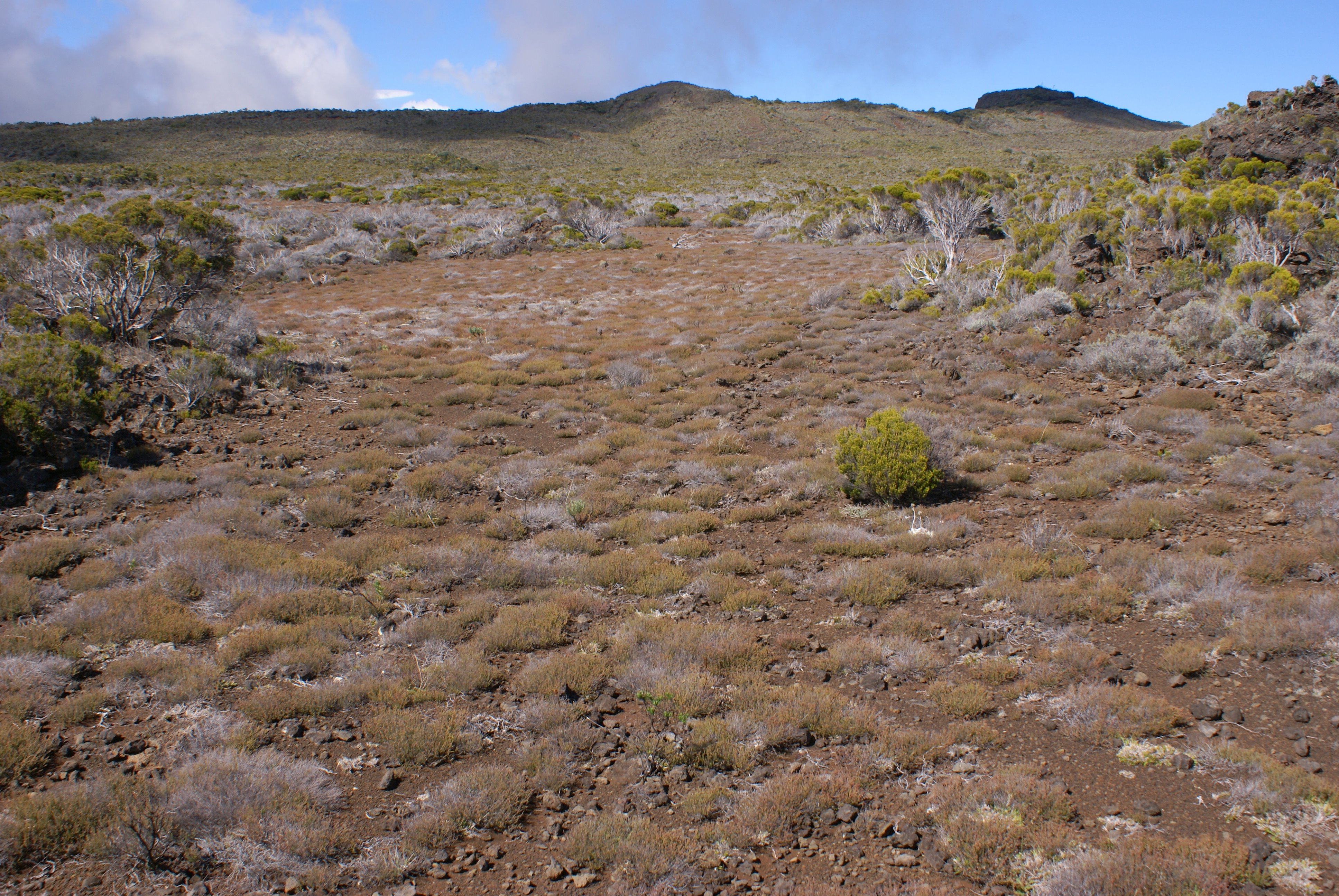